# Piodes
Piodes is een kevergeslacht uit de familie van de boktorren (Cerambycidae). De wetenschappelijke naam van het geslacht werd voor het eerst geldig gepubliceerd in 1850 door LeConte.

## Soorten
Piodes is monotypisch en omvat slechts de volgende soort:
- Piodes coriacea LeConte, 1850